# Koktajl (album Ich Troje)
Koktajl – kompilacja zespołu Ich Troje. Album został wydany 1 stycznia 2002 roku. Zawiera dwie płyty CD, na których zamieszczone są utwory z dwóch pierwszych albumów Intro oraz ITI CD.

## Lista utworów
CD 1
1. „Intro”
2. „Prawo”
3. „Walizka”
4. „Spadam”
5. „Lęk”
6. „Gwałt”
7. „Czas”
8. „Bezdomni”
9. „Szarość dnia”
10. „Kot”
11. „Obcy”
12. „Mrok”
13. „Niecierpliwi myśliwi”
14. „Cień”
15. „Ci wielcy”
16. „C.d.n”
17. „Jeanny”

CD 2
1. „Drzwi”
2. „Loop”
3. „Lustro”
4. „Spowiedź”
5. „Les”
6. „S.o.s”
7. „Gwiezdna noc”
8. „Miłość i zdrada”
9. „Sam”
10. „Koniec”
11. „Mnie to wali”
12. „Jastrzębia profil”
13. „Wznieś mnie”
14. „Dąbrowa”
15. „Mandy”